# Mount Walcott
Mount Walcott är ett berg i Antarktis. Det ligger i Västantarktis. Chile gör anspråk på området. Toppen på Mount Walcott är 2 155 meter över havet.
Terrängen runt Mount Walcott är kuperad åt sydost, men åt nordväst är den platt. Trakten är obefolkad. Det finns inga samhällen i närheten.